# Heike Schulte-Mattler
Heike Schulte-Mattler, geb. Schmidt (* 27. Mai 1958 in Oberhausen), ist eine ehemalige deutsche Leichtathletin, die bei den Olympischen Spielen 1984 in Los Angeles die Bronzemedaille in der 4-mal-400-Meter-Staffel gewann (in 3:22,98 min, zusammen mit Ute Thimm, Heidi-Elke Gaugel und Gaby Bußmann; Heike Schulte-Mattler war Startläuferin).
Sie startete bei diesen Olympischen Spielen auch im 400-Meter-Lauf und schied im Vorlauf aus.
1982 kam sie bei den Europameisterschaften in Athen mit der 4-mal-400-Meter-Staffel auf Platz vier (3:25,71 min), im 200-Meter-Lauf schied sie im Vorlauf aus.
Heike Schulte-Mattler gehörte dem TV Voerde an. Ihren einzigen Deutschen Meistertitel gewann sie 1982 in Ulm über 200 Meter. In ihrer aktiven Zeit war sie 1,70 m groß und wog 54 kg.